# Fratelli e sorelle
Pour plus de détails, voir Fiche technique et Distribution.
Fratelli e sorelle est un film italien réalisé par Pupi Avati, sorti en 1992.

## Synopsis
Gloria découvre que son mari la trompe avec une élève et s'enfuit avec ses enfants chez sa sœur Lea à Saint Louis dans le Missouri.
Francesco, le plus petit des deux enfants, le plus sensible cherche à ressouder la famille tandis-qu'autour de lui, tout dégénère....

## Fiche technique
- Titre : Fratelli e sorelle
- Réalisation : Pupi Avati
- Scénario : Pupi Avati
- Photographie : Roberto D'Ettorre Piazzoli
- Musique : Riz Ortolani
- Pays d'origine : Italie
- Genre : drame
- Date de sortie : 1992

## Distribution
- Franco Nero : Franco
- Paola Quattrini : Lea
- Anna Bonaiuto : Gloria
- Lino Capolicchio : Aldo
- Luciano Federico : Francesco
- Stefano Accorsi : Matteo
- Romano Orzari : Romano